# قطعنامه ۳۸۲ شورای امنیت
قطعنامه ۳۸۲ شورای امنیت سازمان ملل متحد که در تاریخ ۰۱ دسامبر ۱۹۷۵ تصویب شد، سندی بین‌المللی دربارهٔ عضویت سورینام است. این قطعنامه طی نشست ۱٬۸۵۸ام با ۱۵ موافق، ۰ مخالف و ۰ ممتنع تصویب شد.